# Cao Zhongrong
Cao Zhongrong (em chinês:  曹忠荣, Cáo Zhōngróng; Xangai, 3 de novembro de 1981) é um pentatleta chinês. 

## Carreira
Cao representou seu país nos Jogos Olímpicos de 2008 e 2012, na qual conquistou a medalha de prata no individual em Londres.
Também se classificou para os Jogos Olímpicos de Verão de 2016, terminando na 16ª colocação.